# Rajd Wybrzeża Kości Słoniowej
Rajd Wybrzeża Kości Słoniowej (znany również jako  Rajd Bandama bo tak się pierwotnie nazywał) – rajd samochodowy organizowany corocznie na Wybrzeżu Kości Słoniowej. Podobnie jak inne rajdy na kontynencie afrykańskim słynie z trudnych warunków. Szanse na jego ukończenie bywały jak jeden do dziesięciu. W roku 1972 na jego starcie stanęło czterdzieści pięć załóg i żadna go nie ukończyła. W latach 1978–1992 rajd był jedną z eliminacji Rajdowych mistrzostw świata. 
W 2010 roku rajd został odwołany z powodu sytuacji politycznej.

## Zwycięzcy[2]
| Rok  | Rajd                                           | Kierowca            | Pilot                 | Samochód                        | seria        |
| ---- | ---------------------------------------------- | ------------------- | --------------------- | ------------------------------- | ------------ |
| 1969 | 1. Rallye du Bandama Marathon de Côte d'Ivoire | Marc Gérenthon      | Hélène Gérenthon      | Renault 8 Gordini               |              |
| 1970 | 2. Rallye du Bandama Marathon de Côte d'Ivoire | Hans Schuller       | Grassiot              | Datsun 1600 SSS                 |              |
| 1971 | 3. Rallye du Bandama                           | Robert Neyret       | Jacques Terramorsi    | Peugeot 504                     |              |
| 1972 | 4. Rallye du Bandama                           | Nikt nieukończył    |                       |                                 |              |
| 1973 | 5. Rallye du Bandama                           | Edgar Herrmann      | Hans Schuller         | Datsun 180B SSS                 |              |
| 1974 | 6. Rallye du Bandama                           | Timo Mäkinen        | Henry Liddon          | Peugeot 504                     |              |
| 1975 | 7. Rallye du Bandama                           | Bernard Consten     | Flocon                | Peugeot 504                     |              |
| 1976 | 8. Rallye du Bandama                           | Timo Mäkinen        | Henry Liddon          | Peugeot 504 V6                  |              |
| 1977 | 9. Rallye Bandama Côte d'Ivoire                | Andrew Cowan        | Johnstone Syer        | Mitsubishi Colt Lancer 1600 GSR | FIA Cup      |
| 1978 | 10. Rallye Bandama Côte d'Ivoire               | Jean-Pierre Nicolas | Michel Gamet          | Peugeot 504 V6 Coupé            | WRC, FIA Cup |
| 1979 | 11. Rallye Bandama Côte d'Ivoire               | Hannu Mikkola       | Arne Hertz            | Mercedes 450 SLC 5.0            | WRC          |
| 1980 | 12. Rallye Côte d'Ivoire                       | Björn Waldegård     | Hans Thorszelius      | Mercedes 500 SLC                | WRC          |
| 1981 | 13. Rallye Côte d'Ivoire                       | Timo Salonen        | Seppo Harjanne        | Datsun Violet GT                | WRC          |
| 1982 | 14. Marlboro Rallye Côte d'Ivoire              | Walter Röhrl        | Christian Geistdörfer | Opel Ascona 400                 | WRC          |
| 1983 | 15. Rallye Côte d'Ivoire                       | Björn Waldegård     | Hans Thorszelius      | Toyota Celica TCT               | WRC          |
| 1984 | 16. Rallye Côte d'Ivoire                       | Stig Blomqvist      | Björn Cederberg       | Audi Sport Quattro              | WRC, ARC     |
| 1985 | 17. Rallye Côte d'Ivoire                       | Juha Kankkunen      | Fred Gallagher        | Toyota Celica TCT               | WRC, ARC     |
| 1986 | 18. Rallye Côte d'Ivoire                       | Björn Waldegård     | Fred Gallagher        | Toyota Celica TCT               | WRC, ARC     |
| 1987 | 19. Rallye Côte d'Ivoire                       | Kenneth Eriksson    | Peter Diekmann        | Volkswagen Golf GTI 16V         | WRC          |
| 1988 | 20. Marlboro Rallye Cote d'Ivoire              | Alain Ambrosino     | Daniel Le Saux        | Nissan 200SX                    | WRC          |
| 1989 | 21. Rallye Côte d'Ivoire                       | Alain Oreille       | Gilles Thimonier      | Renault 5 GT Turbo              | WRC          |
| 1990 | 22. Rallye Cote d'Ivoire                       | Patrick Tauziac     | Claude Papin          | Mitsubishi Galant VR-4          | WRC, ARC     |
| 1991 | 23. Rallye Cote d'Ivoire - Bandama             | Kenjiro Shinozuka   | John Meadows          | Mitsubishi Galant VR-4          | WRC, ARC     |
| 1992 | 24. Rallye Cote d'Ivoire - Bandama             | Kenjiro Shinozuka   | John Meadows          | Mitsubishi Galant VR-4          | WRC, ARC     |
| 1993 | 25. Rallye Bandama - Côte d'Ivoire             | Patrice Servant     | Thierry Brion         | Audi Quattro S2                 | ARC          |
| 1994 | 26. Rallye de Cote d'Ivoire Bandama            | Patrice Servant     | Thierry Brion         | Audi Quattro S2                 | ARC          |
| 1996 | 27. Rallye de Cote d'Ivoire - Bandama          | Alain Ambrosino     | Alain Florentin       | Mitsubishi Lancer Evo III       |              |
| 1997 | 28. Rallye de Cote d'Ivoire - Bandama          | Alain Ambrosino     | Alain Florentin       | Mitsubishi Lancer Evo III       | ARC          |
| 1998 | 29. Rallye de Cote d'Ivoire - Bandama          | Patrice Servent     | Alain Florentin       | Peugeot 106                     | ARC          |
| 1999 | 30. Rallye de Cote d'Ivoire - Bandama          | Marc Molinié        | Christian Tribout     | Toyota Celica GT-Four           | ARC          |
| 2001 | 31. Rallye de Cote d'Ivoire - Bandama          | Tom Colsoul         | Bob Colsoul           | Mitsubishi Lancer Evo VI        |              |
| 2003 | 32ème Rallye Côte d'Ivoire Bandama             | Fané Bakary         | Konan Clément         | Subaru Impreza WRX              |              |
| 2005 | 33ème Rallye Côte d'Ivoire Bandama             | Fané Bakary         | Konan Clément         | Subaru Impreza WRX              |              |
| 2006 | 34. Rallye de Cote d'Ivoire - Bandama          | Patrick Emontspool  | Alain Robert          | Subaru Impreza WRX              | ARC          |
| 2009 | 35. Rallye Côte d'Ivoire - Bandama             | Soumaoro Moriféré   | Philippe Garcia       | Mitsubishi Lancer Evo IX        |              |
| 2010 | 36. Rallye Côte d'Ivoire - Bandama             | Odwołany            |                       |                                 |              |
| 2011 | 37. Rallye Côte d'Ivoire - Bandama             | Soumaoro Moriféré   | Philippe Garcia       | Mitsubishi Lancer Evo IX        |              |
| 2012 | 38. Rallye Cote d'Ivoire - Bandama             | Soumaoro Moriféré   | Philippe Garcia       | Mitsubishi Lancer Evo IX        |              |
| 2013 | 39. Rallye Bandama - Cote d'Ivoire             | Bakary Fane         | Moussa Fane           | Subaru Impreza                  | ARC          |
| 2014 | 40. Rallye Bandama - Côte d'Ivoire             | Gary Chaynes        | Romain Comas          | Mitsubishi Lancer Evo IX        | ARC          |
| 2015 | 41. Rallye Bandama - Côte d'Ivoire             | Gary Chaynes        | David Israel          | Mitsubishi Lancer Evo IX        | ARC          |
| 2016 | 42. Rallye Bandama - Côte d'Ivoire             | Gary Chaynes        | Romain Comas          | Mitsubishi Lancer Evo IX        | ARC          |
| 2017 | 43. Rallye Bandama - Côte d'Ivoire             | Moriféré Soumaoro   | Romain Comas          | Mitsubishi Lancer Evo X         | ARC          |
| 2018 | 44ème Rallye Côte d'Ivoire Bandama             | Gary Chaynes        | Didier Le Borgne      | Mitsubishi Lancer Evo X         | ARC          |
| 2019 | 45. Rallye Bandama - Côte d'Ivoire             | Manvir Singh Baryan | Drew Sturrock         | Mitsubishi Lancer Evo X         | ARC          |
| 2020 | 46. Rallye Bandama - Côte d'Ivoire             | Gary Chaynes        | Romain Comas          | Mitsubishi Lancer Evo X         | ARC          |

- FIA Cup
- ARC - Rajdowe Mistrzostwa Afryki
- WRC – Rajdowe mistrzostwa świata